# Karin Bergöö Larsson

Firma di Karin Bergöö

Karin Bergöö Larsson (Örebro, 3 ottobre 1859 – Södermanland, 18 febbraio 1928) è stata un'artista e designer svedese che collaborò con suo marito, Carl Larsson, oltre a essere spesso raffigurata nei suoi dipinti.

## Biografia

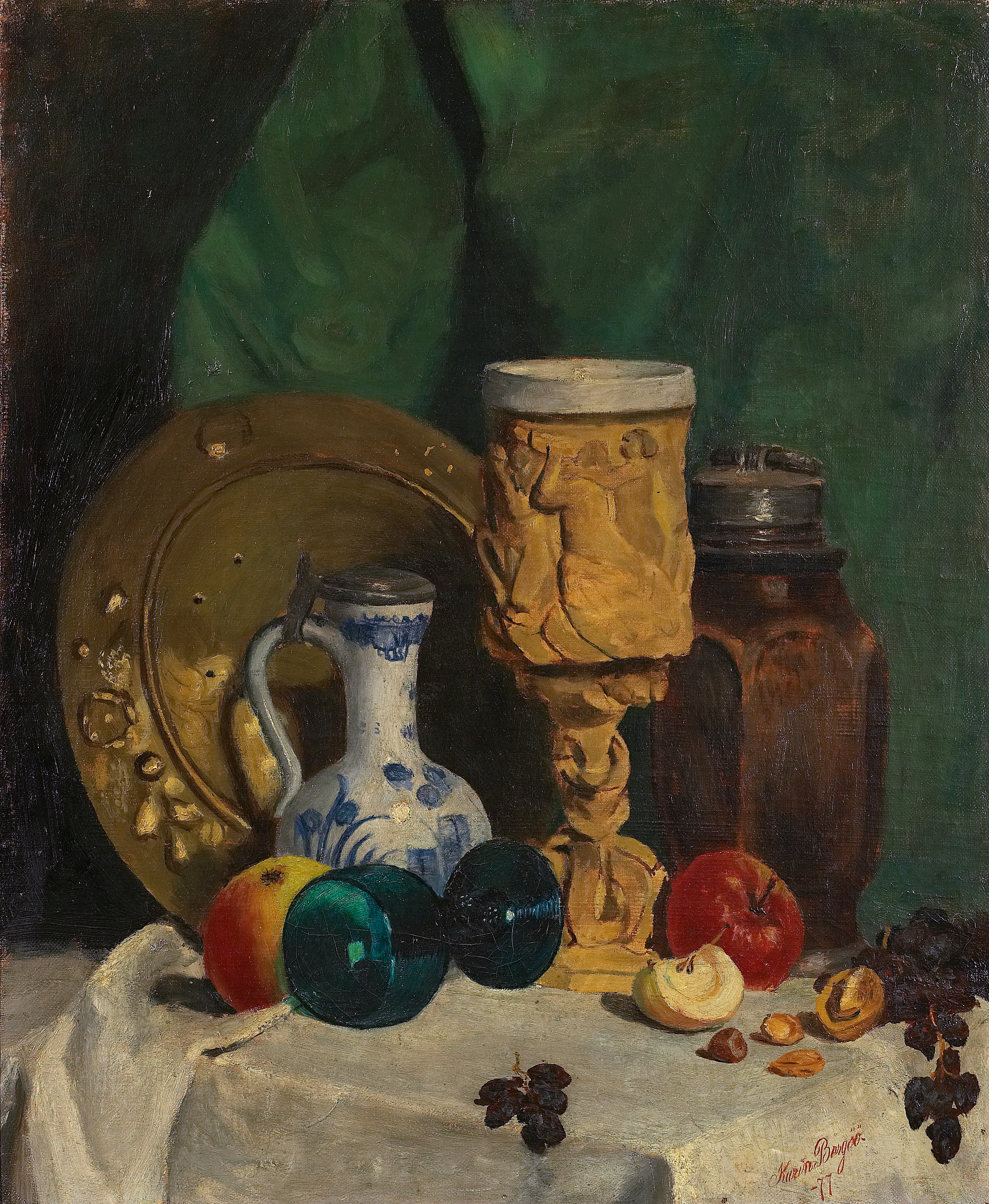
Still Life with Fruit and Tankard, 1877 dipinto di Karin Bergöö

Karin Bergöö nacque a Örebro e crebbe a Hallsberg, dove suo padre, Adolf Bergöö, era un uomo d'affari di successo. La sorella minore, Stina, sposò il geologo inglese Francis Arthur Bather. Karin mostrò presto il talento artistico e, dopo aver frequentato la Franska Skolan Ecole Francaise a Stoccolma, studiò presso la Slöjdskolan (scuola di artigianato, ora Konstfack) e dal 1877 al 1882 presso la Reale Accademia delle Belle Arti. Dopo aver completato i suoi studi lì, andò a Grez-sur-Loing, fuori Parigi, dove c'era una colonia di artisti scandinavi, per continuare a dipingere.

## Vita con Carl Larsson

Karin canalizzava i propri impulsi artistici facendo progetti di casa sua

In Grez-sur-Loing incontrò Carl Larsson; si innamorarono e nel 1883 tornarono a Stoccolma e si sposarono, tornando insieme a Grez-sur-Loing, dove la loro prima figlia, Suzanne, nacque nel 1884. L'anno seguente, tornarono in Svezia.
Nel 1888 i Larsson andarono a Parigi, su suggerimento di Pontus Fürstenberg di Göteborg, che voleva un grande dipinto di Carl da aggiungere alla sua collezione d'arte. Lasciarono i loro due figli con i genitori di Karin a Hallsberg e al loro ritorno un anno dopo decorarono la nuova casa dei Bergöös. Poi si trasferirono a Lilla Hyttnäs, una stuga (cottage) a Sundborn, alla periferia di Falun, dove era nato suo padre. Lo ingrandirono per accogliere la loro famiglia in crescita e divenne nota come la fattoria di Larsson.

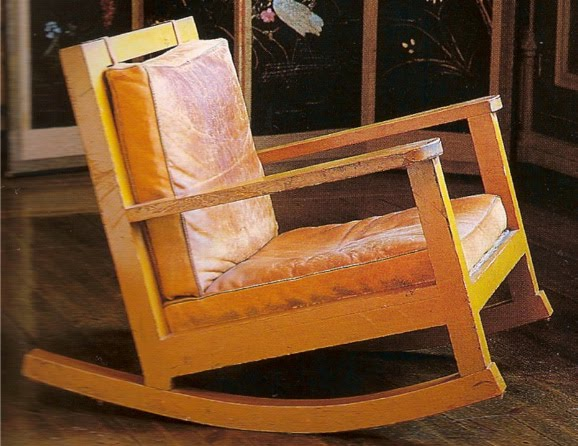
Sedia a dondolo disegnata da Karin Larsson

Karin fungeva da cassa di risonanza e critica per il lavoro di Carl, oltre ad essere la sua principale modella. Con i bambini e una grande casa da gestire, incanalò i propri impulsi artistici nel design. Progettava e tesseva una grande quantità di tessuti usati in casa, ricamava e disegnava abiti per sé e per i bambini e i mobili, poi realizzati da un falegname locale. Ad esempio, i grembiuli indossati da lei e da altre donne che lavoravano a Sundborn, noto come karinförkläde in svedese, erano un suo disegno pratico. Lo stile in cui la casa fu decorata e arredata con i disegni di Karin, raffigurati nei dipinti di Carl, creò un nuovo stile riconoscibilmente svedese: «In totale contrasto con lo stile predominante degli arredi pesanti scuri, i suoi interni luminosi incorporano un'innovativa miscela di folk svedese influenze di design e fin de siècle, tra cui idee di Japonisme e Arts and Crafts dalla Gran Bretagna». Nella "stanza svedese" con cui sostituì il piccolo salotto usato, rimosse le tende e sistemò i mobili lungo le pareti attorno a una pedana rialzata, creando una stanza all'interno di una stanza che era molto usata dalla famiglia, come mostrato nei dipinti di Carl, con un divano in un angolo per i sonnellini, mostrato in Lathörnet (Lazy Nook). Anche i suoi disegni e colori tessili erano nuovi: «Pre-moderni nel carattere introdussero un nuovo stile astratto nella tappezzeria. Le sue composizioni audaci venivano eseguite in colori vivaci, i suoi ricami usavano spesso piante stilizzate. Con lenzuola bianche e nere reinterpretò i motivi giapponesi.».
È sepolta nel cimitero di Sundborn.
Nel 1997, il Victoria and Albert Museum di Londra mostrò il suo design di interni alla mostra di Carl Larsson.
Nel 2009 fu messa in evidenza con una mostra a Sundborn.
Nel 2018 la mostra Carl Larsson e la sua casa: Arte dello stile di vita svedese al Seiji Togo Memorial Sompo Japan, il Nipponkoa Museum of Art, mostrò tessuti prodotti da Karin e dipinti della loro casa, realizzati da Carl.

## Nella cultura di massa
Larsson è stata l'ispirazione per il romanzo di Katherine Ashenburg del 2018, Sofie & Cecilia, che è una rivisitazione romanzata della sua vita.

## Dipinti

Dipinti di Karin Larsson realizzati da suo marito, Carl Larsson
Nella sua cucina con i suoi figli, 1901
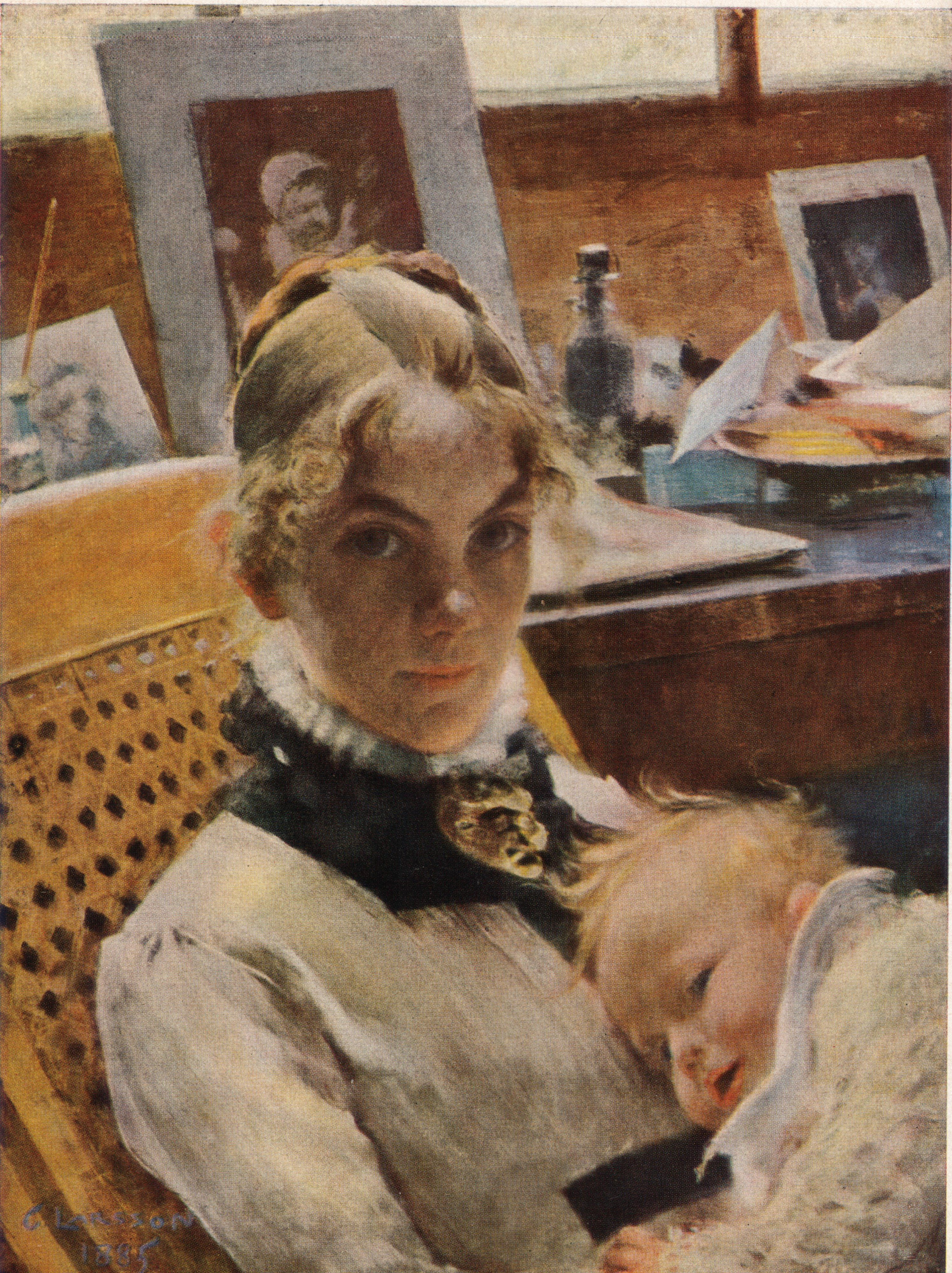
Con sua figlia Suzanne a Grez-sur-Loing, 1885
Quando i bambini erano andati a letto, 1901